# Caran d’Ache
Caran d’Ache właśc. Emmanuel Poiré (ur. 6 listopada 1858 w Moskwie, zm. 25 lutego 1909 w Paryżu) – francuski satyryk oraz karykaturzysta polityczny. Pseudonim artysty jest francuską transliteracją rosyjskiego słowa карандаш (czyt. karandasz), oznaczającego ołówek. Caran d’Ache chciał tworzyć „opowieści bez słów”. Jego pierwsza praca gloryfikowała erę Napoleona. Swoje rysunki zamieszczał m.in. w dzienniku „Le Figaro”. były to jedne z pierwszych historii ilustrowanych.

## Życiorys
Caran d’Ache urodził się w Moskwie w 1858 roku jako Emmanuel Poiré. Był wnukiem oficera, grenadiera, który służył w Wielkiej Armii Napoleona; podczas bitwy pod Borodino, grenadier został ranny, a po wyzdrowieniu osiedlił się w Rosji. Po śmierci dziadka Caran d’Ache został adoptowany przez polską rodzinę. Jego przybrana wówczas siostra później została jego żoną.
W 1877 roku Caran d’Ache wyemigrował do Francji, gdzie przyjął francuskie obywatelstwo oraz wstąpił do armii na okres pięciu lat. W armii był odpowiedzialny za projektowanie mundurów, a zadanie to powierzył mu sam ówczesny minister wojny. Oprócz tego pisał oraz rysował do dziennika La Vie militaire, m.in. rysował karykatury żołnierzy niemieckiej armii.
Caran d’Ache zmarł 25 lutego 1909 w Paryżu w wieku 50 lat.

## Prace i dzieła
- 1880 – pierwsze rysunki karykatur wojskowych w dzienniku Le Chronique Parisienne.
- 1892 – publikacja Carnet de Chèques, karykatura afery związanej z budową Kanału Panamskiego.
- 1895 – prace dla dziennika Le Figaro, a także popularnego tygodnika Le Rire.

W 1898 roku Caran d’Ache oraz Jean-Louis Forain zaczęli wydawać magazyn „Pssst...!”. w którym obaj zamieszczali karykatury społeczeństwa i skandali, prezentując poglądy antysemickie i prowojskowe.

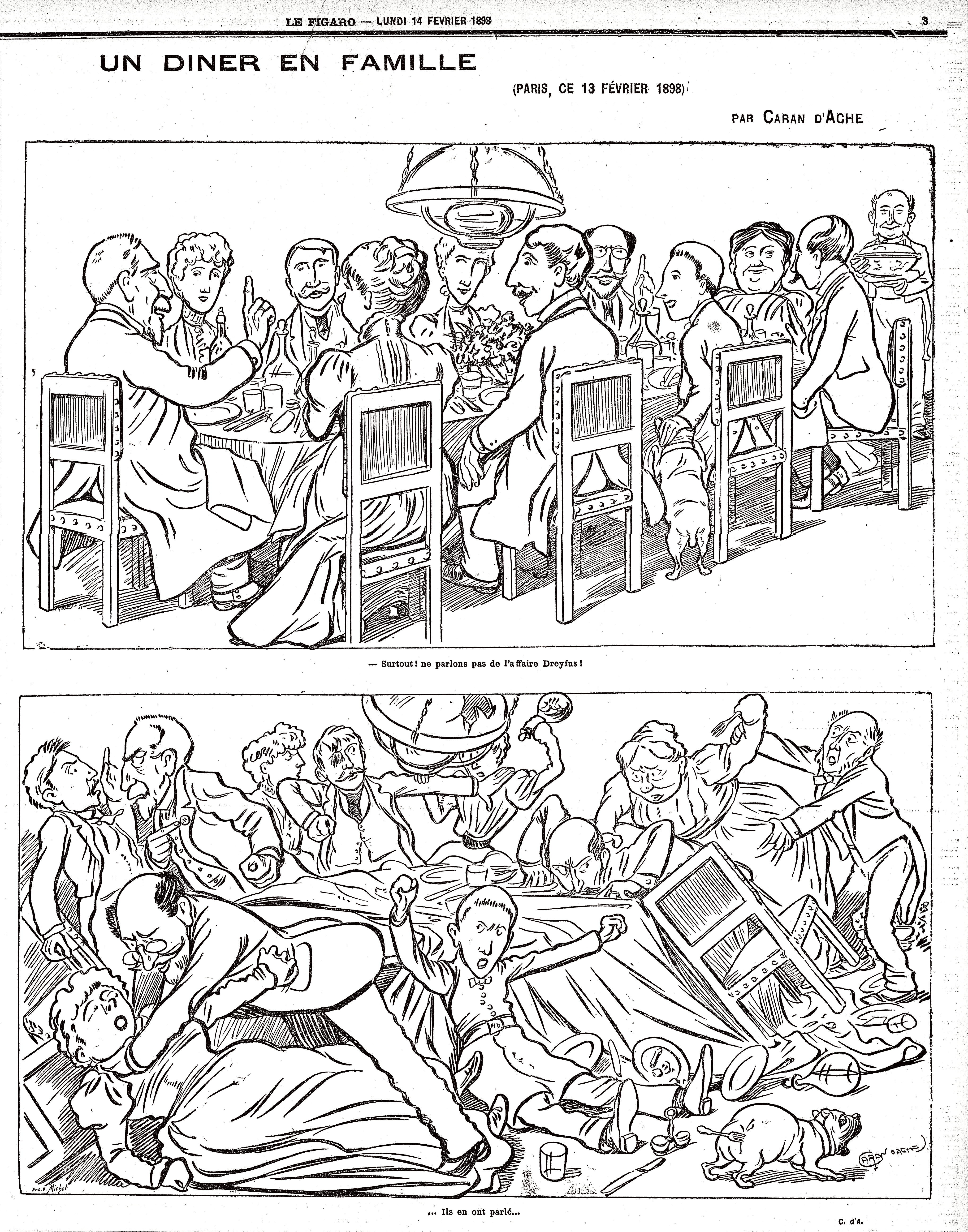

## Obiad rodzinny
Jednym z najbardziej znanych rysunków Caran d'Ache'a jest „Obiad rodzinny” (obok z prawej), opublikowany 13 lub 14 lutego 1898 r. w „Le Figaro” i odnoszący się do sprawy Dreyfusa, która radykalnie podzieliła społeczeństwo Francji w końcu XIX wieku. Rysunek składa się z dwóch części: pod pierwszą jest podpis „Przede wszystkim nie rozmawiajmy o sprawie Dreyfusa”, natomiast pod drugą podpis głosi „(Po)rozmawiali”.